# عذاب الحب (فلم)
فيلم مصري تم اصداره في 11 أغسطس 1980 وهو من إنتاج طنوس فرنجية وتاليف مصطفى محرم. وإخراج عملي عبد الخالق

## قصة الفيلم
تدور احداث الفيلم عن إسماعيل قام بدوره الفنان صلاح نظميالذي يكتشف خيانة زوجته بصديقه سالم وان بينهما علاقة غير شرعية فيبلغ الشرطة عنهما ويتم القبض على صديقه سالم اما زوجته فتقوم بالانتحار بتناول حبوب فتموت وتمر السنين وتشاء الاقداد ان احمد ابن إسماعيل ياتقي بابنت صديقه سالم في الجامعة ويدرسان معا ويكتشف إسماعيل ان ابنه احمد له علاقة حب بابنت سالم فيرفض ان يزوج ابنه من ابنت سالم

## طاقم العمل

### ابطال الفيلم
- مديحة كامل قامت بدور (مديحة)
- عماد عبدالحليم قام بدور (أحمد)
- فاروق الفيشاوي قام بدور (رفعت)
- صلاح نظمي قام بدور   (إسماعيل شكري)
- أحمد خميس قام بدود   (سالم أبو النور)
- عايدة رياض قامت بدور (ناهد)
- محمد خليل قام بدور (مدحت)
- أمل إبراهيم
- سامي نوار
- مختار السيد
- محمد نور الدين
- وسيلة حسين
- أحمد فريد
- سوزان صالح قامت بدور (زيزي)
- مروة الخطيب قامت بدور (سلوى)
- علي عز الدين
- يوسف العسال قام بدور (الطبيب)
- سلوى حمص

### الموسيقى
- جهاد داود.   (الموسيقى التصويرية)
- سيد مكاوي.   (الألحان)
- عماد عبد الحليم.   (غناء)
- محمد علي سليمان.   (الألحان)

### تأليف
- مصطفى محرم.   (سيناريو وحوار)
- إمام الصفطاوي.   (كلمات الأغاني)
- عزت الجندي.   (كلمات الأغاني)
- حسين السيد   (كلمات الأغاني)

### إنتاج
- حسن علم الدين.   (مدير الإنتاج)
- طنوس فرنجية.   (منتج)
- غطاس قلتة.   (منفذ إنتاج)
- صالح العجم.   (مدير الإنتاج - لبنان)

### إخراج
- عملي عبد الخالق.   (مخرج)
- مها المشري.   (مخرج مساعد)
- كمال الحمصاني.   (سكريبت)

### صوت
- نصري عبد النور.   (كبير مهندسي الصوت)
- جميل عزيز.   (مسجل الصوت)
- حسن إبراهيم.   (مساعد الصوت)

### معمل
- معامل مدينة السينما (مدينة السينما).   (الطبع والتحميض)
- سليمان سيد سليمان.   (مدير المعامل)
- حامد حفناوي.   (مصحح الألوان)

### مونتاج
- أحمد متولي.   (مونتير)
- كمال فهمي.   (نيجاتيف)
- سيد عبد المحسن.   (مركب الفيلم)

### ماكياج
- رمضان إمام.   (ماكيير)
- جمال إمام.   (ماكيير)
- إبراهيم رمضان.   (كوافير)

### توزيع
- طنوس فرنجية.   (موزع خارجي)
- وكالة الجاعوني.   (موزع داخلي)

### تصوير
- أبية فريد.   (مساعد المصور)
- سعيد شيمي.   (مدير التصوير)

### فوتوغرافيا
- محمد بكر.   (مصور فوتوغرافيا)
- جورج كرم.   (مصور فوتوغرافيا)

### أدوار متعددة
- محمد خليل.   (تصميم الاستعراضات).
- حسن الشاعر.   (مؤثرات حية)
- تركي الهواري.   (ريجيسير)
- نوال.   (المقدمة)
- ستوديو بعلبك.   (استوديو التصوير)

## وصلات خارجية
- مقالات تستعمل روابط فنية بلا صلة مع ويكي بيانات
- عذاب الحبعلى موقع الدهليز
- عذاب الحب على موقع فور يو نت
- عذاب الحب على موقع ماي سيما
- عذاب الحب على موقع افيش سينما
- عذاب الحب على موقع مصر أونلاين
- عذاب الحب على موقع اون لاين
- عذاب الحب على موقع سونجاتك
- عذاب الحب على موقع 360
- عذاب الحبعلى موقع يوتيوب اوان لاين